# Turnier von Torgau 1527

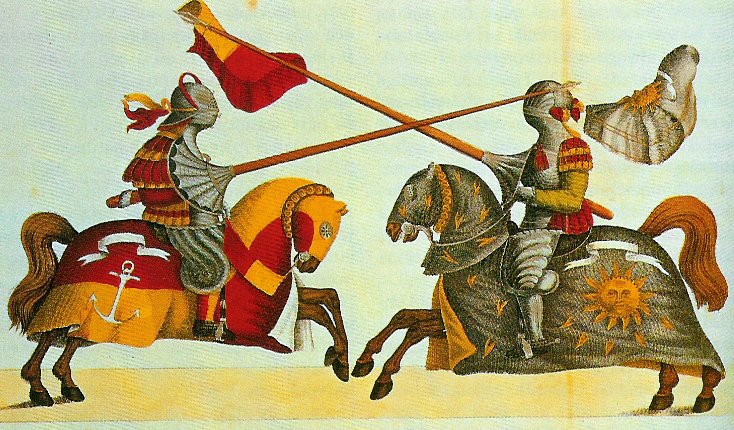
Beispielhafte Abbildung zweier Turnierkämpfer

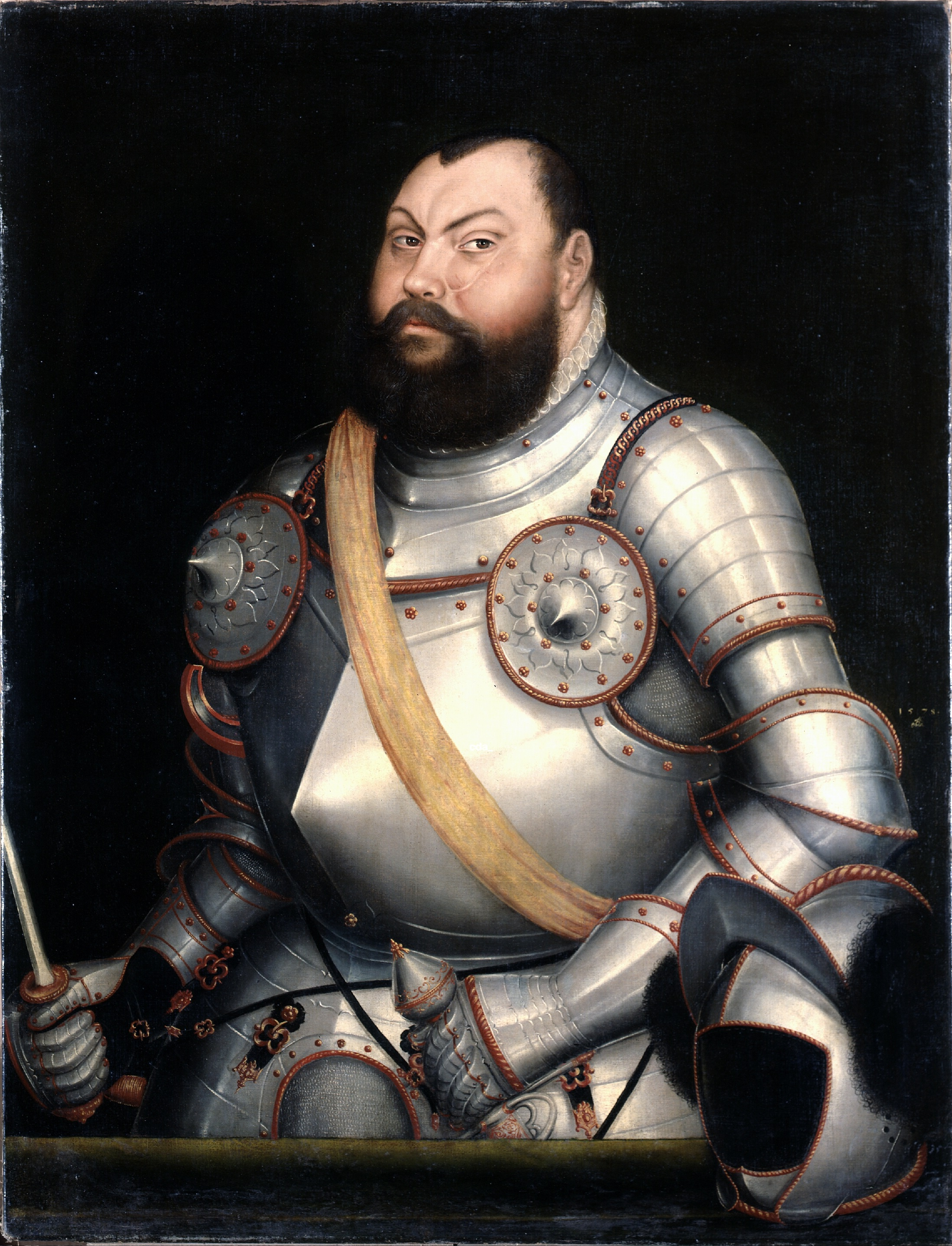
Johann Friedrich in Rüstung

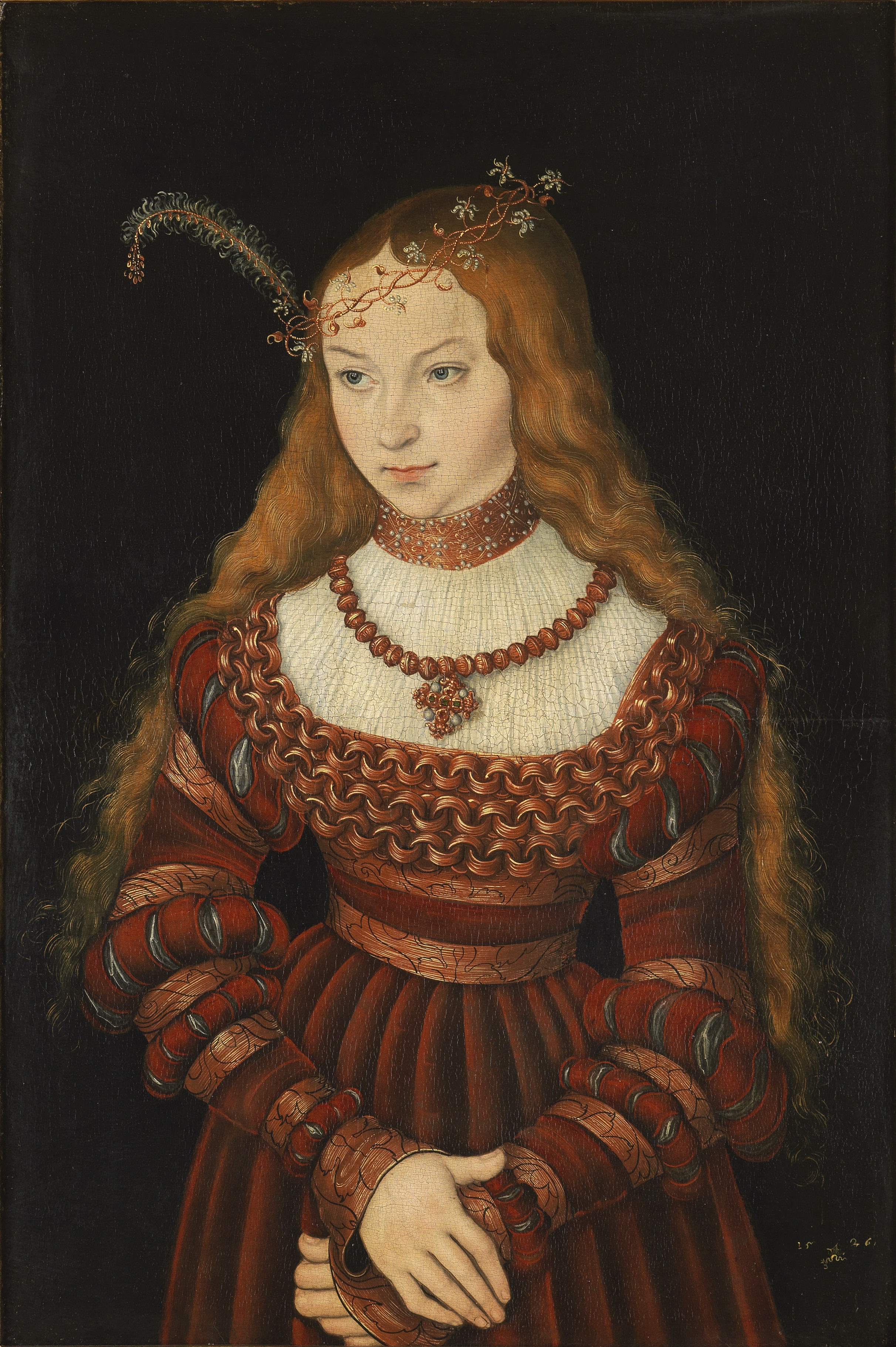
Cranach-Porträt der Braut Sibylle

Das Turnier von Torgau fand an mehreren Tagen im Juni 1527 aus Anlass des Hochzeitsfeierlichkeiten und speziell der Heimfahrt des sächsischen Kurprinzen Johann Friedrich I. von Sachsen mit Sybille von Jülich-Kleve-Berg statt. Es wurde vom Vater des Bräutigams, dem sächsischen Kurfürsten Johann dem Beständigen, in dessen Residenzstadt Torgau mit Gesellenstechen und Nachturnier öffentlich ausgetragen und war Teil von dessen Festkultur, die zu wesentlichen Teilen spätmittelalterliche Gestaltungsformen beinhaltete. Hingegen waren dabei keine Kostüme oder Dekorationen nachweisbar, wie sie in dieser Zeit vergleichbar an anderen Höfen verwendet worden sind und die mythologische oder andere allegorische Elemente enthielten.
Nachdem die Teilnehmer am Sonntag Exaudi [= 2. Juni] 1527 nach dem Gottesdienst auf dem Torgauer Marktplatz der Braut ihre Verehrung entgegengebracht hatten, starteten die Wettkämpfe, die mehrere Tage andauerten. Auch Kurfürst Johann und sein Sohn, der Bräutigam Johann Friedrich, stellten sich persönlich dem Kampf. Zu den Teilnehmern zählten auch die beiden außerehelichen Söhne Friedrich des Weisen, Friedrich und Balthasar von Jessen, die ihr militärisches Geschick und sportliches Können in der Öffentlichkeit unter Beweis stellten.
Zu den Augenzeugen des Turniers zählten u. a. Martin Luther und Philipp Melanchthon.
Nach Aussage der kurfürstlichen Küchenregister wurden damals in Torgau an neun Tagen hintereinander 31.688 Personen aufgrund der Hochzeitsfeierlichkeiten versorgt. Hinzu kam eine überaus große Anzahl an Reit- und Kutschpferden. Zu den bekanntesten Teilnehmern der Feiern zählten 16 Fürsten, Herzöge und Pfalzgrafen; 15 Grafen (darunter die von Schwarzburg, Henneberg und Mansfeld); 10 Freiherren und eine Vielzahl von Adel und aus der Ritterschaft, dazu zahlreiche Deputierte der Universität Wittenberg und aus verschiedenen Städten.